# Дети блокадного Ленинграда

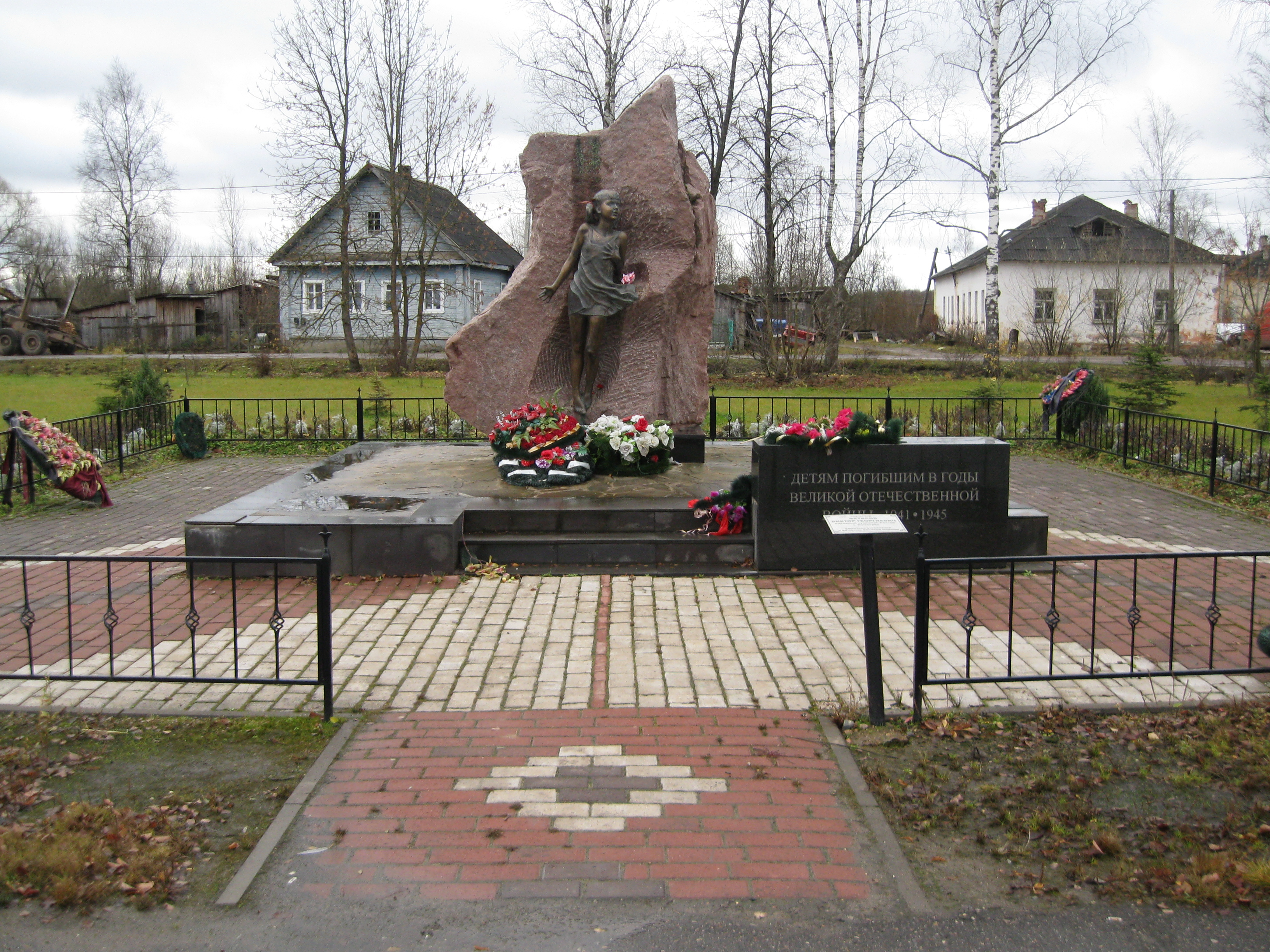
Памятник детям, погибшим в Великой Отечественной войне.

Де́ти блока́дного Ленингра́да — дети и подростки, находящиеся в блокадном Ленинграде в период Великой Отечественной войны. 872 дня дети были намеренно заблокированы немецкими и финскими войсками в городе, были вынуждены жить вместе со взрослыми в пространстве, ограниченном нечеловеческими условиями: голодом, холодом, и постоянной угрозой жизни от бомбардировок и обстрелов.

## История
Эвакуация
В начале вероломного нападения Германии на СССР дети Ленинграда должны были быть эвакуированы по решению от 29 июня 1941 года исполкома Ленгорсовета «О вывозе детей из Ленинграда в Ленинградскую и Ярославскую области». Общая политика руководящей партии — КПСС и правительства страны в 30-х — 40-х годах XX века не предусматривала затяжного характера военных действий, общий план эвакуации на случай войны не был детально разработан, направление удара гитлеровских войск летом 1941 года и планы захватчиков были неизвестны.
Руководством Ленинграда было принято ошибочное решение вывозить детей на территории санаториев, детских лагерей и общественных организаций, расположенных в Ленинградской области. Факт о том, что на подступах к Ленинграду уже находились вражеские войска, был неизвестен. Эвакуация детей осложнялась в связи со стремительным наступлением фашистских и финских войск, отсутствием связи и достоверных сведений о расположении вражеских войск, не своевременно или не полностью скорректированным планом действий, многоплановостью задач эвакуационных действий, прерванным в конце августа железнодорожным сообщением и другими факторами. Составы c детьми подверглись варварским налётам и атакам немецких лётчиков, бомбивших железнодорожные станции и расстреливавших их с самолётов. Из «эвакуации» дети и подростки были вынуждены возвращаться в осаждённый город, туда же прибывали жители Ленинградской области, Карелии и Прибалтики.
10 августа 1941 года немецкая армия предприняла наступление на Новгородско-Чудовском и Лужском направлениях, продолжая наступление на Новгород, в сентябре 1941 года блокадный круг замкнулся.
Детей из блокадного Ленинграда вывозили в течение всех лет осады, используя для этого все возможные средства: водный и железнодорожный транспорт, автодороги, Ледовую дорогу через Ладожское озеро, авиацию. Матери с детьми уходили самостоятельно, как правило, подобные переходы осуществлялись без какой-либо организации. С 29 июня 1941 по 15 апреля 1942 года из города вывезли всего 1295100 человек.
При эвакуации детей в результате бомбёжек, как в городе, так и в пути; в эшелонах и на судах (затонуло 5 буксиров и 46 барж), следующих по Ладоге; по ледовой дороге Ладожского озера и Дороге Победы потери за весь период блокады составили, от 120 до 160 тысяч, в том числе, пропавших без вести.
С родителей эвакуированных детей взималась регулярная плата за их содержание в местах эвакуации в зависимости от их доходов. От 25 рублей при среднем доходе на 1 члена семьи в месяц до 50 рублей, до 210 рублей при среднем доходе на 1 члена семьи в месяц 281 рубль и выше.
Блокада
Действия гитлеровской армии были нацелены на то, чтобы жители осаждённого города, в том числе и дети, не имели возможности выхода из города и под непрекращающимися артобстрелами и авианалётами гибли от голода, холода и кошмара блокадной жизни. К началу блокады в первых числах октября 1941 года в городе, по разным данным, было от четырёхсот до пятисот тысяч детей и подростков.
В школы дети в Ленинграде пошли в ноябре 1941 года, занятия проходили в школьных зданиях, красных уголках, бомбоубежищах, и  квартирах — в местах, максимально приближенных к условиям и месту жительства школьников. Наряду со школами в 1941—1943 годах работали детские сады и ясли (всего 580—478 организаций), профессиональные училища (587—540). Дети, не ходившие ни в одно учреждение, составляли около 21 тысячи человек. Детей ясельного и детсадовского возраста в Ленинграде в годы блокады насчитывалось от 223 до 306 тысяч, потребность в детских домах превышала количество этих организаций в несколько раз.
5249 детей-блокадников награждены медалью «За оборону Ленинграда», 2000 — медалью «Партизану Отечественной войны», многие из них получили медали за боевые заслуги.
Части выживших в блокаде детей также вручён знак «Жителю блокадного Ленинграда».

## Память
На кладбище села Лычково на братской могиле стоял скромный бетонный монумент со словами:
Живые, помните! Здесь дети ленинградцев, безжалостно убитые войной.
4 мая 2005 года на станции открыли новый памятник, на кладбище серый гранит также заменили, деньги на него присылали со всей России
На Пискаревском кладбище 20 января 2004г была открыта мемориальная доска учителям и школьникам блокадного Ленинграда.
В Тихвине 16 октября 2016 года был открыт памятник в знак памяти о детях, погибших на станции Тихвин.
В 2002 году впервые состоялась акция «Ленинградские дети», которая, начавшись в Новгородской области в селе Лычково, охватила всю Россию, акция проходит каждый год в течение 15 лет.
В Санкт-Петербурге и Ленинградской области установлено несколько памятных стел, мемориалов и скульптурных групп, посвящённых памяти детей, погибших в дни блокады и Великой Отечественной войны. Монумент в знак памяти о жертвах Холокоста и блокадного Ленинграда воздвигнут в Израиле.
Памятники блокадным детям также стоят в Нижегородской области, Алтайском крае, Жуковском, Омске, Костроме и других российских городах.
В честь памяти жителей блокадного города проходит всероссийская акция «Свеча памяти».

## Галерея

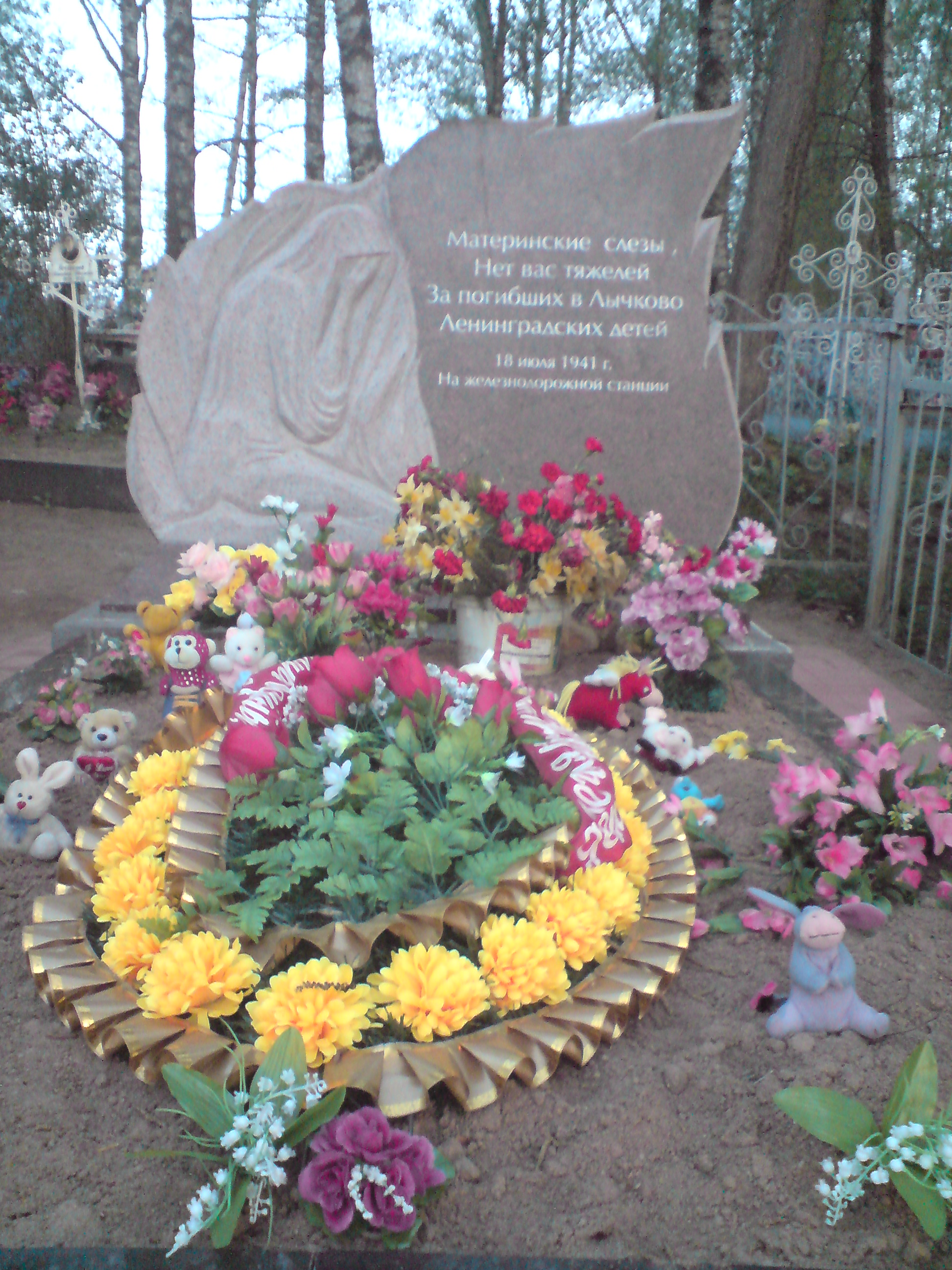
Братская могила ленинградских детей. Сельское кладбище, Лычково.
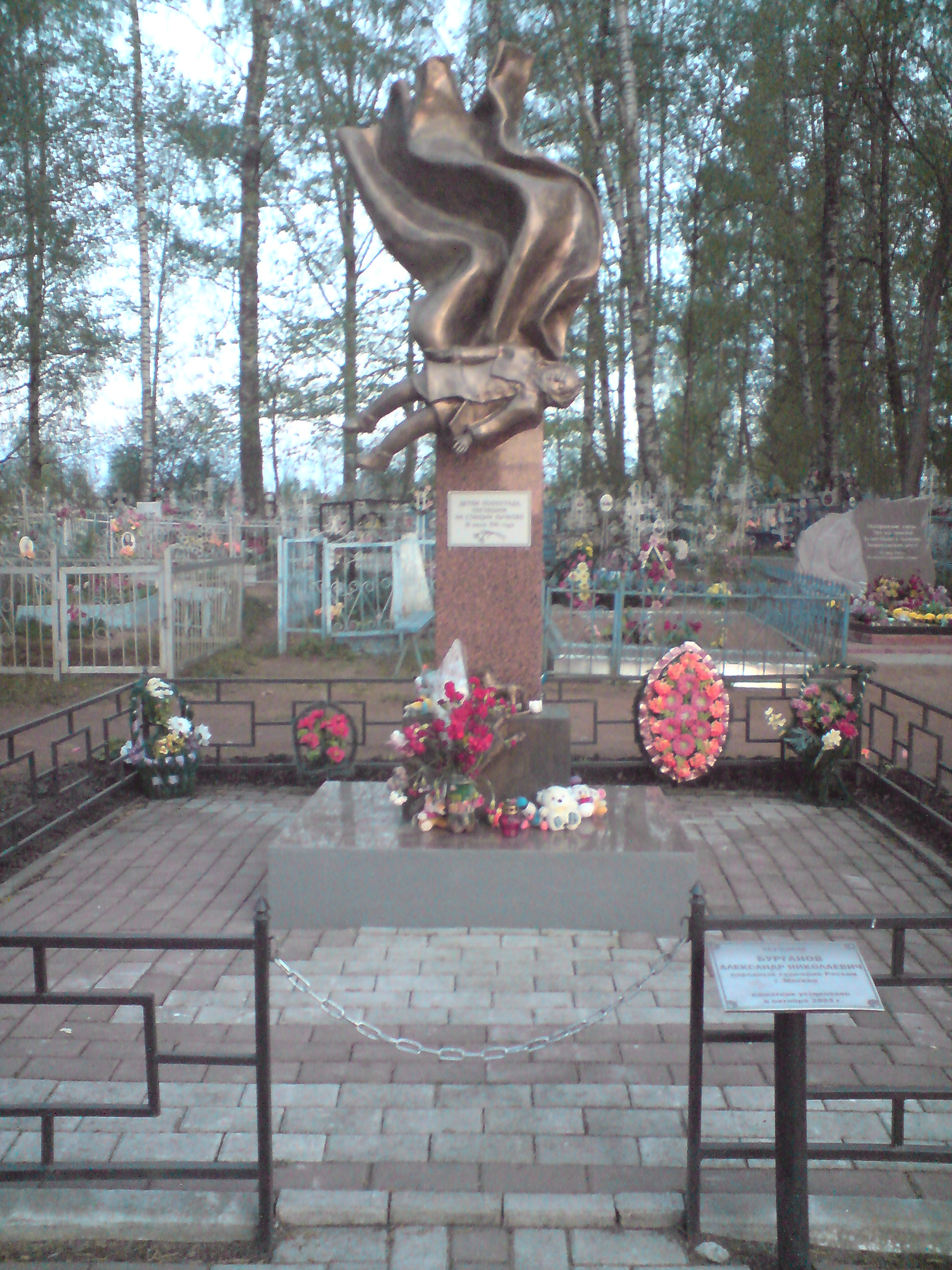
Памятник «Всем погибшим детям 1941—1945 гг.», с. Лычково.
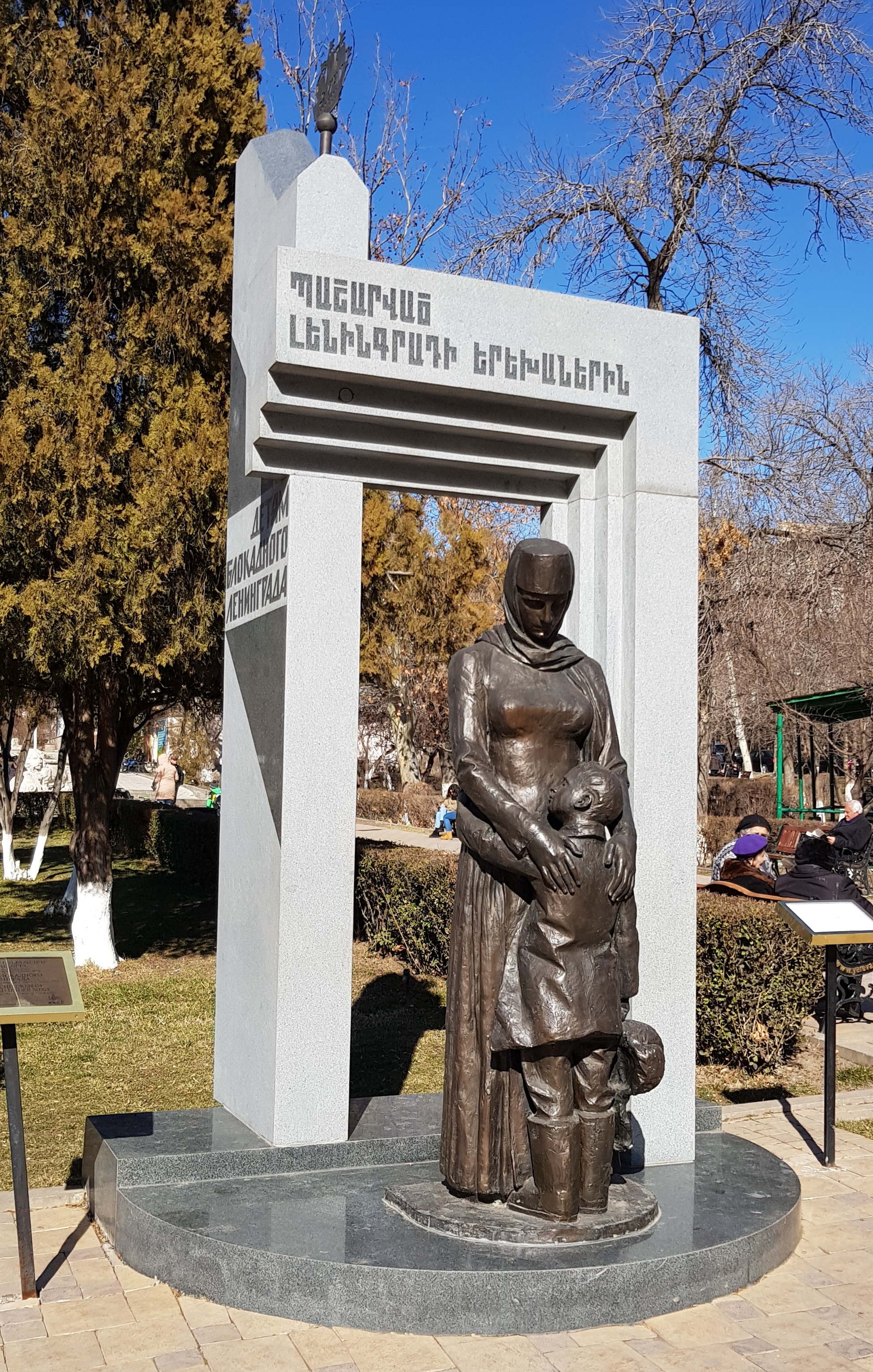
Памятник детям блокадного Ленинграда в Ереване (Армения)